# Pasaia
Pasaia település Spanyolországban, Gipuzkoa tartományban. Pasaia Donostia-San Sebastián, Errenteria, Lezo, Spain és Hondarribia községekkel határos. Lakosainak száma 16 009 fő (2024).

## Népesség
A település népessége az utóbbi években az alábbiak szerint változott:
| Lakosok száma | 16 557 | 16 078 | 16 160 | 15 990 | 15 945 | 15 929 | 16 207 | 16 156 | 15 867 | 16 009 |
|               | 2001   | 2004   | 2006   | 2009   | 2011   | 2014   | 2016   | 2019   | 2021   | 2024   |